# Calocalanus elegans
Calocalanus elegans är en kräftdjursart som beskrevs av Schmeleva 1965. Calocalanus elegans ingår i släktet Calocalanus och familjen Paracalanidae. Inga underarter finns listade i Catalogue of Life.